# آل‌اشپورت
آل‌اشپورت (به آلمانی: uhlsport) یک کارخانه تولید تجهیزات ورزشی است که مقر آن معمولا در کشور آلمان می‌باشد و در سال ۱۹۴۸ تأسیس شده‌است. این شرکت دست‌کش دروازه‌بانی، ساق‌بند، توپ فوتبال، لباس تمرین و لباس بازی فوتبال و والیبال تولید می‌کند.
این شرکت معمولاً مورد استقبال مدیران ورزشی ایران بوده‌است.

## کیفیت در ایران
آل‌اشپورت در چندین کشور فعالیت دارد با این حال کیفیت محصولات این شرکت در ایران بارها مورد انتقاد بوده‌است. هنگامی که این شرکت اسپانسر تیم ملی فوتبال ایران بود، بازیکن تیم ملی از کیفیت پایین محصولات انتقادات زیادی کردند.

## سابقه در ایران
آل‌اشپورت یکی از پرسابقه‌ترین برندهای ورزشی در ایران است؛ مهم‌ترین فعالیت‌های این شرکت در ایران شامل اسپانسرینگ تیم ملی فوتبال ایران، استقلال تهران،  پرسپولیس تهران، سپاهان اصفهان و سایر تیم‌های لیگ برتر فوتبال ایران می‌باشد. همچنین این شرکت در بسیاری از رشته‌های ورزشی در ایران به عنوان اسپانسر فعالیت کرده یا دارد.

### کیفیت
کیفیت لباسهای این شرکت مورد انتقاد بازیکنان بوده‌است و حتی مشخص شد برخی لباس‌ها اصل نیستند.

### ساخت و تولید محصولات
کیت‌ها و پوشاک ورزشی مورد نیاز تمام پایه‌های تیم‌های ملی فوتبال ایران و باشگاه‌های داخلی همگی با فناوری بومی سازی شده ایرانی تولید و در اختیار تدارکات تیم‌های داخلی قرار داده می‌شود.

### تشابه کیت‌ها
این شرکت در فصل ۱۳۹۸–۹۹ لیگ برتر، برای تیم‌های ایرانی کیت‌هایی را ارائه داد که مشابه کیت‌های قدیمی شرکت نایکی بوده‌اند و می‌تواند باعث بروز مشکلات حقوقی به دلیل کپی‌رایت شود. این شرکت پیش از این اعلام کرده بود که طرح‌های آن اختصاصی و ویژه هستند اما پس از ارائه طرح‌های کپی اعلام کرد که به دلیل کمبود وقت، امکان طراحی نداشته‌است.

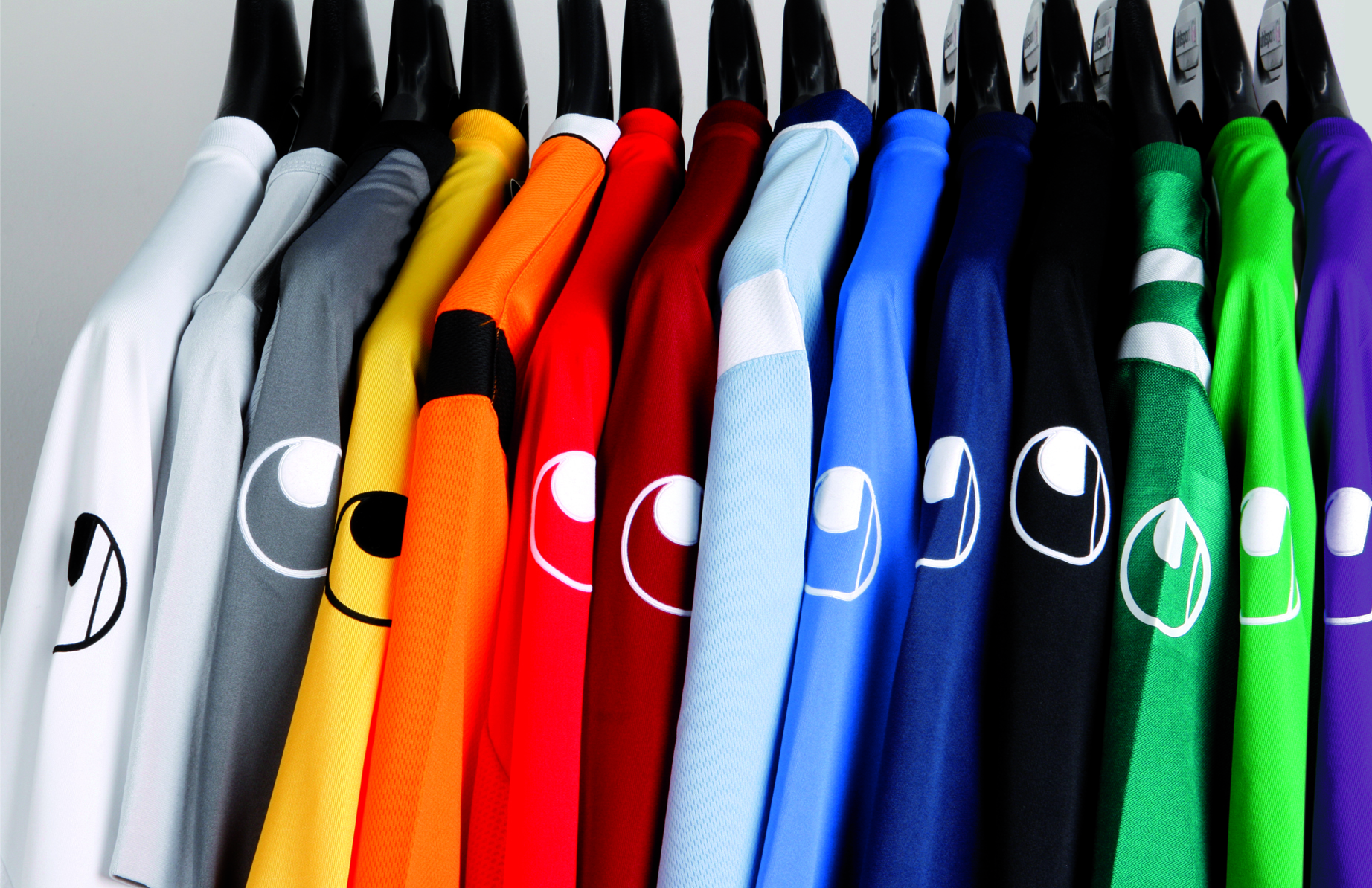
لباس‌های آل‌اشپورت

## تیم‌های اسپانسر شده

### فوتبال
- نیجر
- تانزانیا
- زنگبار

### هندبال

#### ملی
- بوسنی و هرزگوین
- آلمان
- ایسلند
- کنیا
- کوزوو
- لهستان
- قطر
- روسیه
- اسلوونی
- سوئد
- تونس
- ایتالیا

## وبگاه
- وبگاه تولیدی
- Online community
- Buy Uhlsport gloves in the onlineshop